# 名誉勲章
名誉勲章（めいよくんしょう、英語: Medal of Honor）は、アメリカ軍の勲章において最高位の勲章である。アメリカ合衆国の軍人に大統領から直接授与されるものである。「議会の名において」授与されることから議会名誉勲章（Congressional Medal of Honor）とも言う。多くは大統領感状も同時に授与される。

## 概要
授章基準及び対象は、「戦闘においてその義務を超えた勇敢な行為をし、若しくは自己犠牲を示したアメリカ軍人」とされている。
メダル部分のデザインが陸軍、海軍、空軍で異なっており、海兵隊と沿岸警備隊には独自のデザインがなく、海軍の物が使用される。
1861年に海軍・海兵隊用が、翌1862年に陸軍用が制定されて以来、現在に至るまで2回受章した19人を含む、約3,400人が受章している。
名誉勲章受章者には、毎月一定額の手当、退職金の割増し、特別旅行など、数々の恩典が与えられ、その階級に関係なく先に敬礼をされる特権を常に有する。
対象人物は軍装時・礼装時には名誉勲章を佩用するので一目で分かる。

## 陸軍用勲章の変遷

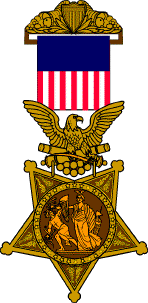
1862年
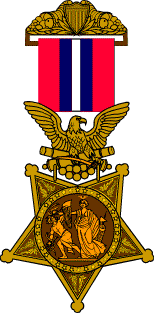
1896年
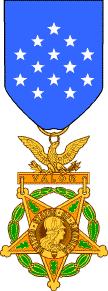
1904年

## 主な受章者

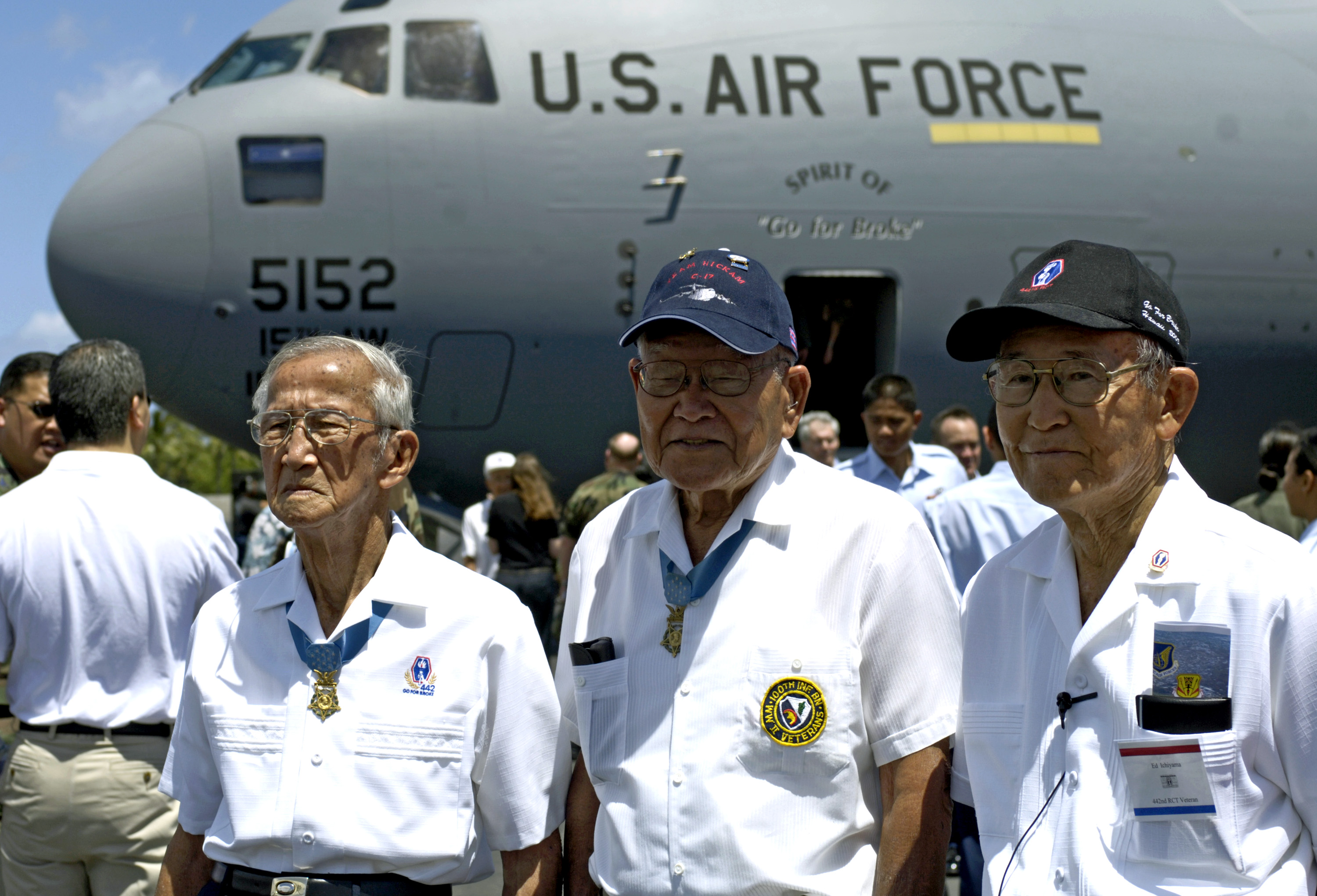
受章者のバーニー・F・ハジロ（左）とシズヤ・ハヤシ（中央）

3,451名に対して3,470個が授与された。19名が二度受章している。この内14名が別々の行動に対してそれぞれ授与されている。5名は一つの行動に対して海軍及び陸軍から授与された。第二次世界大戦以降852個が授与され、この内532個は死後に授与されている。合計では622個が死後の授与となっている。
第1号受章者は南北戦争でのアンドリュース攻撃に参加したジェイコブ・パロット（この当時は陸軍のみ）。
唯一の女性受章者は南北戦争の軍医であったメアリー・エドワーズ・ウォーカーであるが、彼女の勲章は1917年に他の非戦闘章に合わせて無効にされた。しかしながら1977年にジミー・カーター大統領によって有効とされた。
1918年に定められた現行規定では、アメリカ軍に所属する者で無ければ受章できないと明示されているが、例外も存在する。たとえば、メアリー・ウォーカーは軍との契約で働いていた。また、チャールズ・リンドバーグはアメリカ陸軍航空隊の予備役であったが、受章は民間パイロットとしてであった。加えて、1921年10月17日にはパーシング将軍によってイギリス軍の無名兵士に授与された。その後アメリカ軍の無名兵士には1921年11月11日にヴィクトリア十字章が授与されている。これらの例外を除くと名誉勲章はアメリカ軍人に授与される。これに国籍は関係ない。61名のカナダ人が名誉勲章を授与され、その大半は南北戦争中の功績に対するものであった。1900年以降は4名のカナダ人に授与されている。ベトナム戦争ではピーター・C・レモンだけがカナダ人の受章者であった。
1973年のベトナム撤退から2010年までの37年間、戦死者への授与（追贈）のみとなっていた。例えば、ランディ・シュガート一等軍曹とゲイリー・ゴードン曹長の2人（いずれも陸軍デルタフォース所属）は、1993年のモガディシュの戦闘で墜落したUH-60 ブラックホークのパイロット、マイケル・デュラント陸軍准尉の救助活動中に戦死し、その功績に対して授与された。また、イラクの自由作戦において初の名誉勲章受章者となったポール・Ｒ・スミス一等軍曹は、同作戦展開中の2003年4月、バグダッド国際空港での攻防戦において負傷者の撤退を支援するため、ほぼ単独で50名以上のイラク兵を倒した功績に対して授与された。ジェイソン・ダンハム伍長は2004年4月、敵から投げつけられた手榴弾の爆発から僚友を救うために、とっさの判断で手榴弾にヘルメットを被せ、その上に自分自身の体を乗せることで爆発の拡大を防いで戦死、その功績に対して2007年1月11日にジョージ・W・ブッシュ大統領より授与された。
2007年2月26日にはブルース・P・クランダル中佐に授与された。クランダルの功績はメル・ギブソン主演の映画『ワンス・アンド・フォーエバー』で描かれ、作中でクランダル役はグレッグ・キニアによって演じられた。その後2007年10月22日にNavy SEALs隊員マイケル・マーフィ大尉に授与された。マーフィ大尉は2005年6月にアフガニスタンで決行されたレッドウィング作戦において100名前後のターリバーン勢の攻撃を受けた中で仲間を生還させるために奮闘、その功績に対して授与された。彼の名はアメリカ海軍アーレイ・バーク級ミサイル駆逐艦の62番艦が「マイケル・マーフィー」と命名され残されている。
2010年11月16日にアフガニスタン戦争における功績で受章したサルヴァトーレ・ジュンタ二等軍曹は、1973年のベトナム撤退以来、37年ぶりの生存者受章であった。2011年9月の受章者であるダコタ・メイヤー海兵隊軍曹以来、さらに11名の存命中の受賞者が名誉勲章を授与されている。（陸軍に12名、海軍に3名、海兵隊に2名、米空軍に1名）
- ジェイコブ・パロット（英語版） - 最初の受章者。南北戦争時に南軍の鉄道を破壊した。
- アレクサンダー・S・ウェブ - 南北戦争の北部同盟将軍。
- アーサー・マッカーサー・ジュニア - 南北戦争での功績。
- ダグラス・マッカーサー - 太平洋戦争での功績。
- ジミー・ドーリットル - 東京初空襲の指揮官。
- ジョン・バジロン - 海兵隊一等軍曹。ガダルカナル島の戦いで日本軍の総攻撃に対し15名の劣勢で3日間、3000名の攻撃から防衛線を守った功績。
- リチャード・ボング - アメリカ全軍を通しての最高記録を持つエース・パイロット。
- セオドア・ルーズベルト - 第26代アメリカ合衆国大統領。
- ダニエル・イノウエ - 第442連隊戦闘団所属の日系人、アメリカ合衆国上院議員、のちに上院仮議長。
- サダオ・ムネモリ - 第442連隊戦闘団所属の日系人。同連隊最古参の兵士で、士官に昇進してもおかしくない功績を立てたが、二等兵として最前線で戦うことを選んだ。バッファロー部隊の援軍として参加したゴシックライン（英語版）の戦闘で、ドイツ軍が塹壕内に投げ入れた手榴弾に対し、塹壕にいた部下を救うためとっさに自らの体を覆い被せ戦死した。
- ユージーン・B・フラッキー - 海軍少将。
- リチャード・オカーン - 海軍少将。潜水艦艦長として太平洋戦争中トップの戦果を上げた。
- デール・マーリン・ハンセン（英語版） - 海兵隊第1海兵師団第1海兵連隊第2大隊E中隊二等兵で、沖縄戦で戦死。キャンプ・ハンセンは彼の名に因む。
- アルバート・アーネスト・シュワブ - 海兵隊第1海兵師団第5連隊司令部中隊の一等兵で、沖縄戦で戦死。キャンプ・シュワブは彼の名に因む。
- ヘンリー・A・コートニー - 海兵隊第6海兵師団第22海兵連隊少佐で、沖縄戦シュガーローフの戦いで戦死。キャンプ・コートニーは彼の名に因む。
- ジェームズ・L・デイ（英語版） - 海兵隊少将。当時第6海兵師団第22海兵連隊重火器中隊火力班の伍長として、沖縄戦シュガーローフの戦い、孤立無援のタコツボで負傷の戦友を退避しつつも四日間守り抜く、退役後の1998年で追贈。
- ヒロシ・H・ミヤムラ - 陸軍伍長（授与時）。朝鮮戦争時の1951年、中国人民志願軍に包囲されながら味方の後退を支援するため持ち場に留まり勇戦を続けた功績。その際重傷を負って北朝鮮の捕虜となる。本人の身の安全のため当初授与の事実は極秘とされ、本人が捕虜交換で帰国し二等軍曹で退役後、アイゼンハウアー大統領により改めて授与式が行われた。
- ラルフ・パケット - 退役陸軍大佐。朝鮮戦争中の1950年11月25日、第8軍レンジャー中隊長として指揮を執り、第205高地にて僅か51人のレンジャー隊員で中国人民志願軍と戦闘を行い、この際の戦功により受章した殊勲十字章を格上げする形で、受章。
- ウィリアム・マクゴナグル（英語版） - 海軍中佐。リバティー号事件で、艦長として果たした任務を評価され受章。
- ロドニー・ヤノ - 陸軍一等軍曹。ベトナム戦争での功績。戦死後追贈。
- テリー・テルオ・カワムラ - 陸軍伍長。ベトナム戦争での功績。戦死後追贈。
- リチャード・エッチバーガー - 空軍上級曹長。ベトナム戦争中に中立国だったラオスで、北爆を行なう友軍機を誘導するレーダー設置任務に従事し、負傷兵救出で戦死。中立国での活動は発覚すれば大問題になっただけに、「ベトナム戦争での戦死」扱いにされ、死後42年経ってからの公表・追贈となった。
- ゲイリー・ゴードン - 陸軍曹長。1993年、モガディシュの戦闘の際（デルタフォース所属）、指令センターから制止されながらも墜落したヘリのパイロット救助のためシュガート一等軍曹と共に降下し弾丸が尽きるまで孤軍奮闘、戦死。
- ランディ・シュガート - 陸軍一等軍曹。1993年、同上（デルタフォース所属）、戦死。
- ポール・R・スミス - 陸軍一等軍曹。イラクの自由作戦での功績により受章。バグダッド国際空港付近で臨時の捕虜収容所・応急救護所を設置中にイラク軍の襲撃に遭遇し、友軍の支援が不十分であったにもかかわらず負傷者の撤退を支援するために奮戦、最終的には戦死したものの、ほぼ単独で50名以上のイラク兵を倒した功績が評価された。
- ロス・A・マクギニス - 陸軍特技兵。イラク戦争での功績により受章。乗車していたハンヴィーに手榴弾が投げ込まれたとき、覆いかぶさり戦死。同乗者4名の命を救った行為が評価された。
- ジェイソン・ダンハム（英語版） - 海兵隊伍長。イラク戦争での戦闘中に、敵の手榴弾に覆いかぶさり仲間を救った功績、戦死。
- マイケル・P・マーフィー（英語版） - 海軍大尉。2005年6月、レッドウィング作戦にSEAL偵察チームの一員として参加中、多数のタリバン兵と交戦し、敵に包囲された状況で自らの命を犠牲としながらも、救援を求めるため基地との無線連絡を確立しQRFを要請した功績による。
- サルヴァトーレ・ジュンタ（英語版） - 陸軍二等軍曹。アフガニスタン戦争での功績による。ベトナム戦争以来、初の生存受章者。
- ルロイ・ペトリー（英語版） - 陸軍一等軍曹。アフガニスタン戦争（第2レンジャー大隊所属）での功績による。手榴弾から味方部隊を守り、右腕を失った。
- ダコタ・メイヤー（英語版） - 退役海兵隊軍曹。アフガニスタン戦争「不朽の自由作戦」での功績、存命。
- ウィリアム・D・スウェンソン（英語版） - 陸軍中佐。2009年9月アフガニスタンにおいて、敵からの攻撃を受けるなか、複数回に渡って命懸けで負傷者の救出と戦死者の遺体の回収を行った功績による。存命。
- クリントン・ロメシャ（英語版） - 陸軍二等軍曹。カムデシュの戦い（英語版）において敵に襲撃包囲されたなか、反撃を主導し、航空支援を指示し、負傷者の撤退を支援するために奮戦した功績、存命。
- タイ・カーター（英語版） - 退役陸軍二等軍曹。カムデシュの戦い（英語版）において、敵からの包囲攻撃を受けるなか、繰り返し敵の砲火の中に自らの身を晒しながら、負傷者の応急処置や救護所への搬送、弾薬の運搬等に奔走した功績、存命。
- ブリット・K・スラビンスキー（英語版） - 退役海軍先任上級上等兵曹。2002年3月にアフガニスタンで行われたアナコンダ作戦における“タクルガルの戦い”（英語版）（DEVGRU所属）での功績、存命。
- ジョン・A・チャップマン（英語版） - 空軍曹長。2002年3月にアフガニスタンで行われたアナコンダ作戦における“タクルガルの戦い”（英語版）（第24特殊戦術飛行隊所属）での功績、戦死。
- カイル・カーペンター（英語版） - 退役海兵隊伍長。2010年11月にアフガニスタンヘルマンド州の前哨基地が敵による攻撃を受けた際、投げ込まれた手榴弾の上に咄嗟に身を被せ、爆発で右眼・右腕を失うなどの重傷を負いながら命懸けで仲間の海兵隊員の命を救った功績、存命。
- エドワード・バイヤーズ（英語版） - 退役海軍指揮最上級上等兵曹。2012年12月にアフガニスタンで行われたディリップ・ジョセフ医師救出作戦（DEVGRU所属）での功績、存命。
- トーマス・パトリック・ペイン（英語版） - 陸軍上級曹長。2015年10月22日にイラクで行われた救出作戦（デルタフォース所属）で、危険を顧みず70余名の人質を救出した功績。初めて存命中に受勲したデルタフォース隊員。
- ワタル・ナカムラ - 陸軍上等兵。朝鮮戦争での功績。戦死後追贈。
- ラリー・L・テイラー（英語版） - 退役陸軍大尉。ベトナム戦争中の1968年6月18日夜、AH-1コブラの機長としてホーチミン市近郊で敵に包囲された味方を命令無視ながらも危険を顧みず救出した功績。

| 南北戦争           | 1,522 | インディアン戦争 | 426 |
| 辛未洋擾           | 15    | 米西戦争         | 110 |
| サモア内戦         | 4     | 米比戦争         | 86  |
| 義和団の乱         | 59    | メキシコ遠征     | 56  |
| ハイチ (1915–1934) | 8     | ドミニカ占領     | 3   |
| 第一次世界大戦     | 124   | ニカラグア占領   | 2   |
| 第二次世界大戦     | 464   | 朝鮮戦争         | 137 |
| ベトナム戦争       | 249   | リバティー号事件 | 1   |
| モガディシュの戦闘 | 2     | イラクの自由作戦 | 4   |
| アフガニスタン戦争 | 4     |                  |     |
| 平時               | 193   | 不明             | 9   |

| 所属       | 受章者数 |
| ---------- | -------- |
| 陸軍       | 2,411    |
| 海軍       | 745      |
| 海兵隊     | 297      |
| 空軍       | 18       |
| 沿岸警備隊 | 1        |
| 宇宙軍     | 0        |

## 参考資料
- American Forces Information (1992).Armed Forces DECORATION AND AWARDS. Department of Defense.